# Fredhälls gård

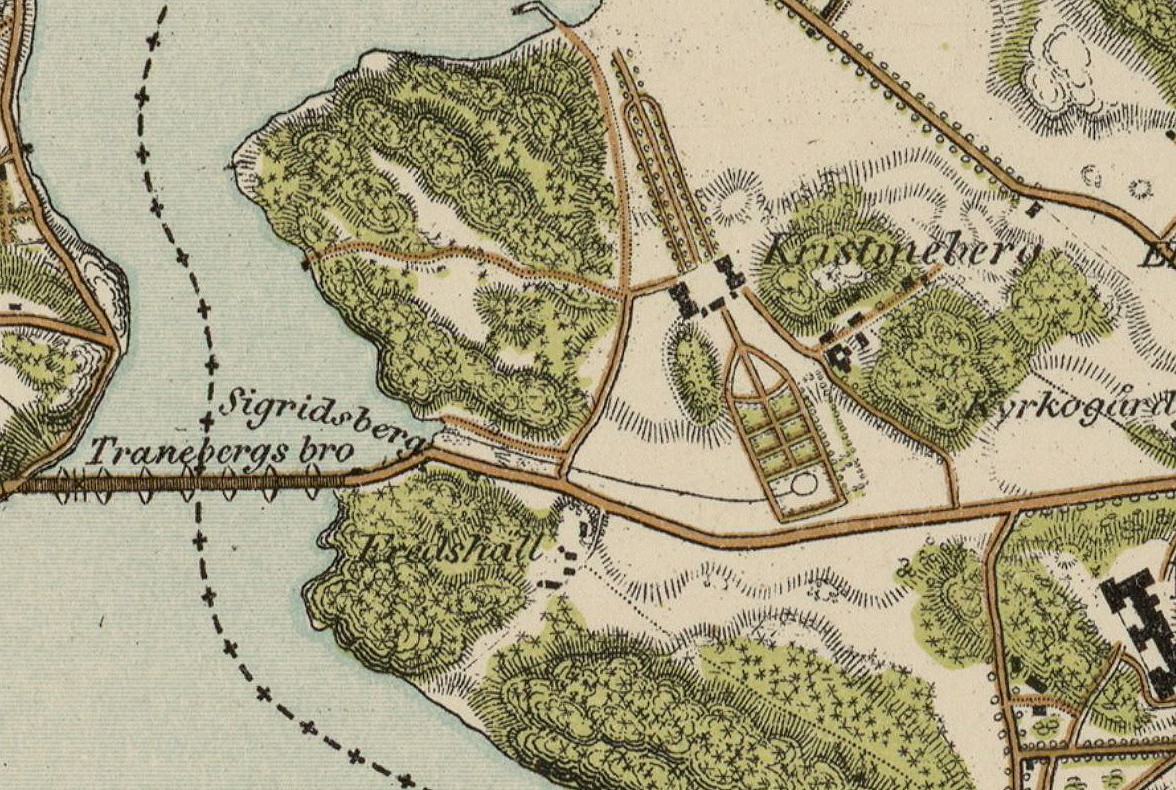
Fredhälls gård med Kristineberg och Tranebergsbron på 1860-talet.

Fredhälls gård var en byggnad vid nuvarande Fredhällsgatan i dagens Kungsholmens stadsdelsområde i Stockholms innerstad. Gården revs 1936 när området bebyggdes med bostäder. Gården gav stadsdelen Fredhäll sitt namn.

## Historik

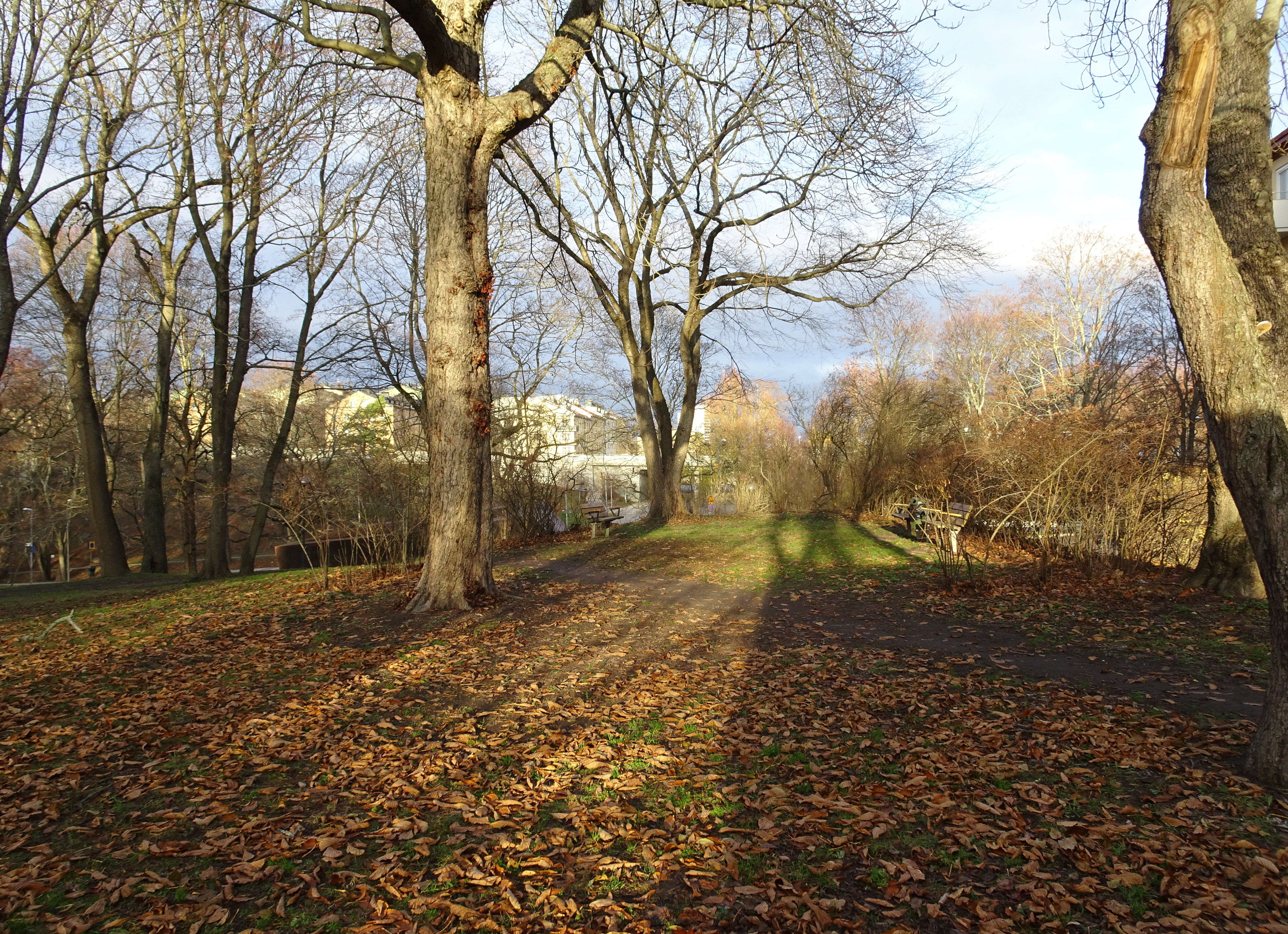
Tomtplatsen i november 2018.

Fredhäll var ursprungligen en lantgård beläget längst i väster på Kungsholmen strax söder om färdvägen till Drottningholm och nära Tranebergsbron som då var en flottbro. Under en tid bedrevs här även krogrörelse. Närmaste granne i väster var Tranebergs brovaktarställe. Gårdsbebyggelsen uppfördes 1819 för kassören i auktionskammaren Olof Tideström. Byggnaden var ett panelat trähus i två våningar under ett brutet sadeltak. I övre våningen fanns rokokopanel från Stockholms slott. På södra gaveln anordnades en utbyggnad med veranda. Söder om huvudbyggnaden låg gårdens ekonomibyggnader. Fredhäll lades 1850 till Kristinebergs slott och blev prästboställe under Kristineberg.

## Stockholms stad köper gården
Fredhälls och Kristinebergs ägor förvärvades 1920 av Stockholms stad och 1926 utlystes en idétävling om hur trakten kunde bebyggas med bostadshus. Första priset delades av arkitekterna Cyrillus Johansson och Sven Markelius. Stadsplaner för Fredhäll fastställdes 1931 respektive 1932 och är signerade Albert Lilienberg. Utbyggnaden av dagens Fredhäll började under 1930-talets första år. 
Gården fanns fortfarande kvar vid dagens Fredhällsgatan när de första bostadshusen i kvarteret Balen stod färdiga. 1936 revs slutligen gårdsbebyggelsen och området blev en namnlös del av Fredhällsparken som sedan 2018 bär namnet Tora Dahls park efter författaren Tora Dahl. Kvarteret Fredhälls gård, väster om parken, påminner fortfarande om den gamla lantgården som gav stadsdelen Fredhäll sitt namn.

Historiska bilder, gården 1934
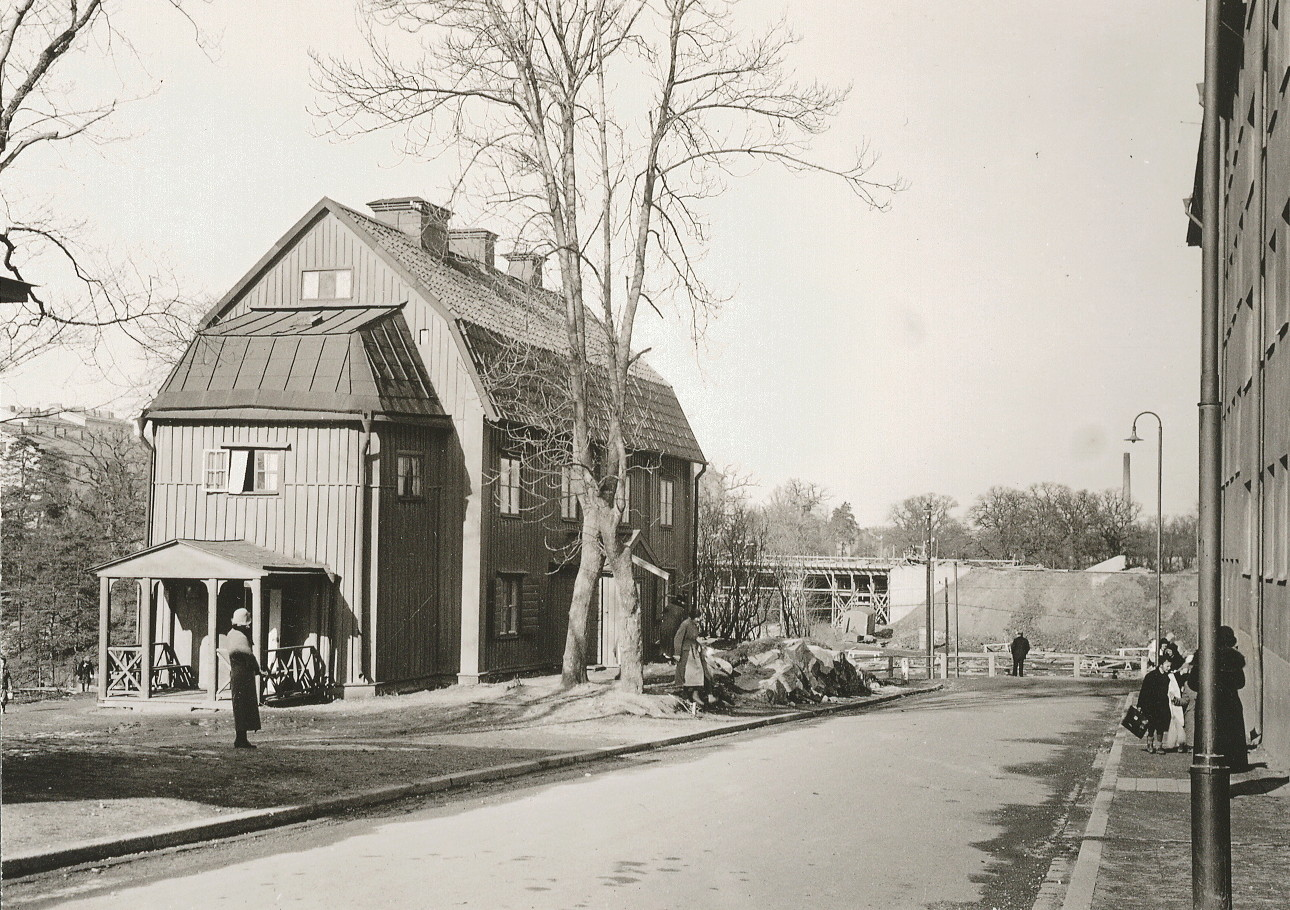
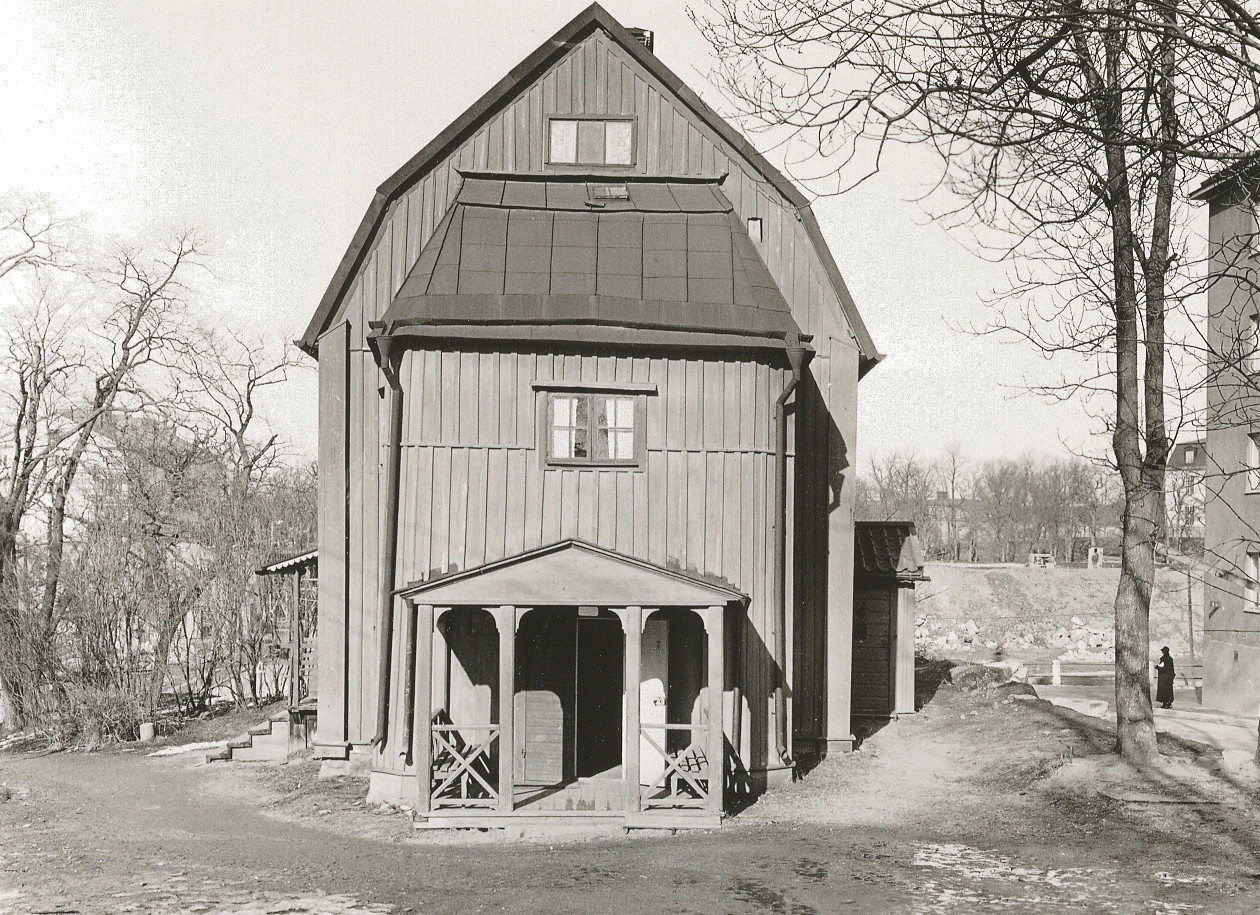
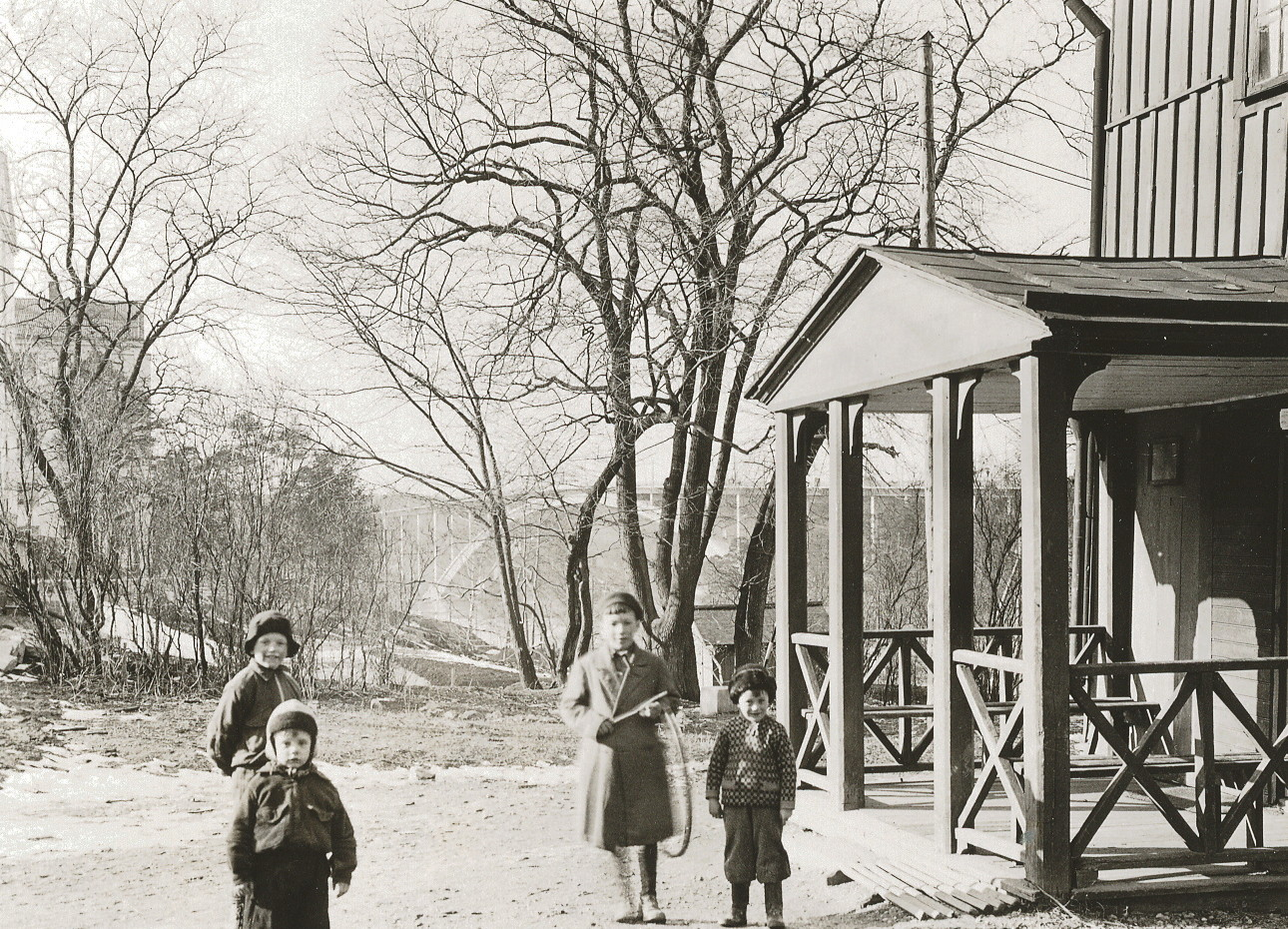
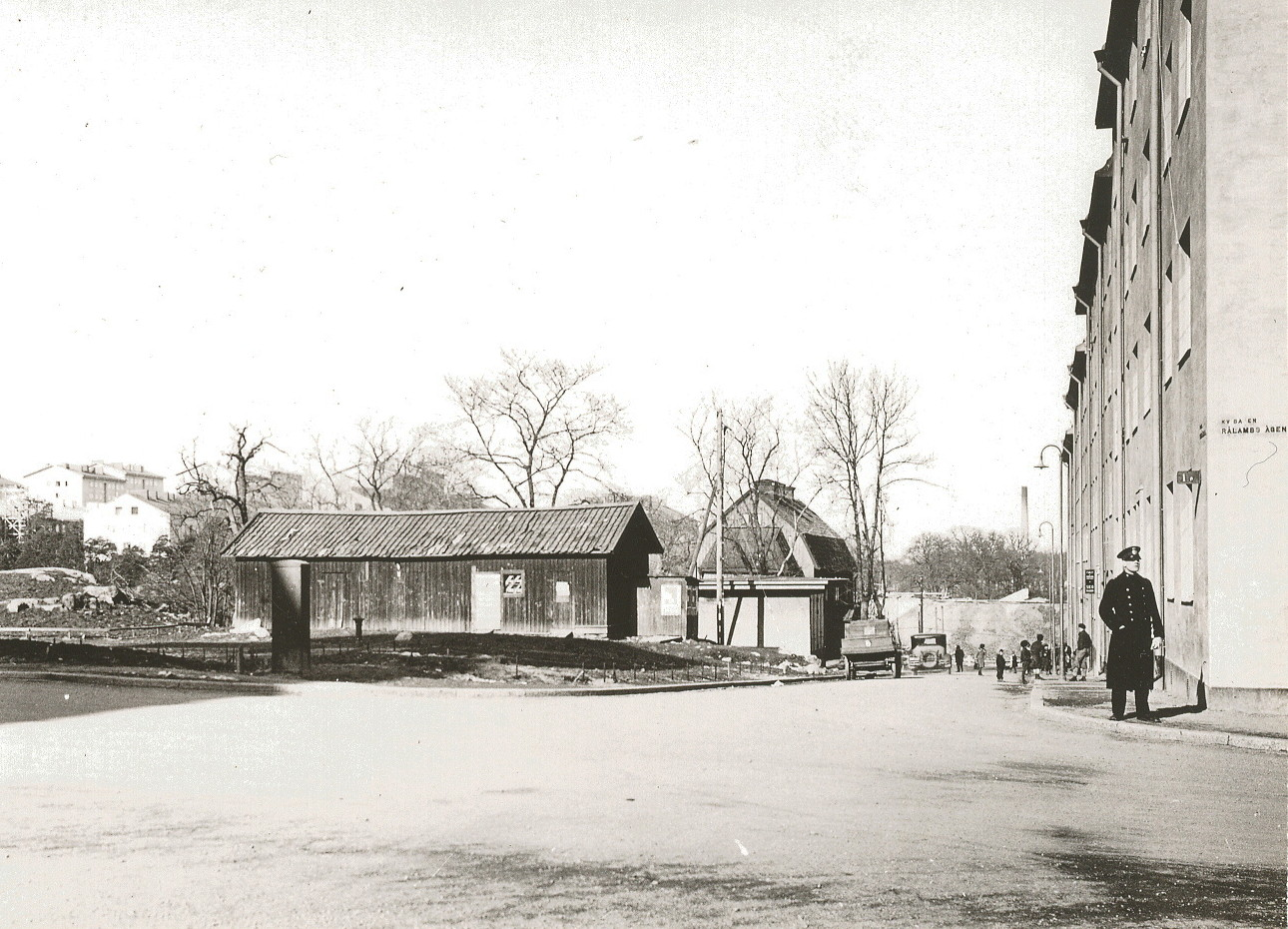
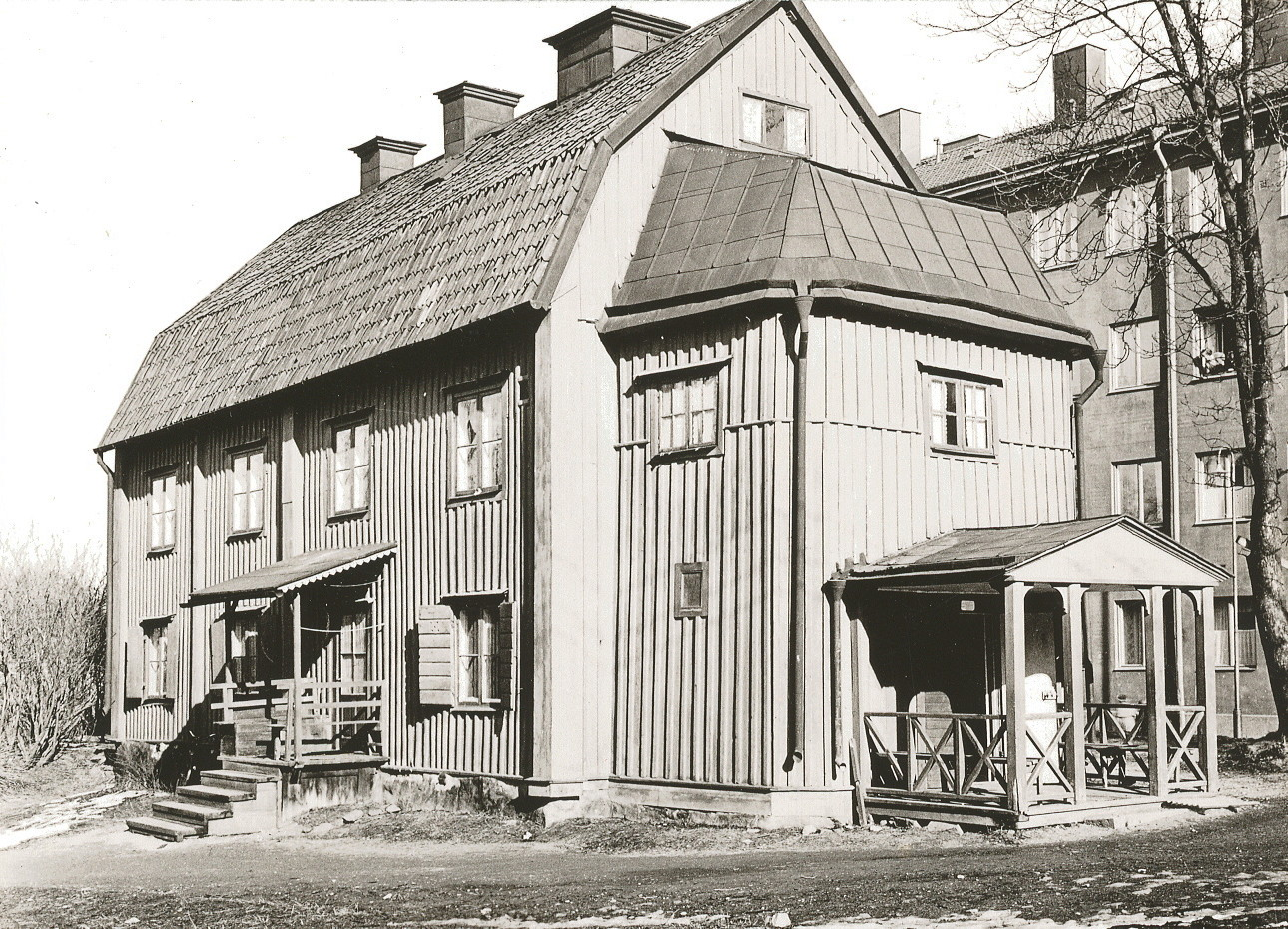